# Bulbophyllum frustrans
Bulbophyllum frustrans är en orkidéart som beskrevs av Johannes Jacobus Smith. Bulbophyllum frustrans ingår i släktet Bulbophyllum och familjen orkidéer. Inga underarter finns listade i Catalogue of Life.